# Neosuctobelba transitoria
Neosuctobelba transitoria är en kvalsterart som beskrevs av Balogh och Sandór Mahunka 1969. Neosuctobelba transitoria ingår i släktet Neosuctobelba och familjen Suctobelbidae. Inga underarter finns listade i Catalogue of Life.